# Gran Premio de Alemania de Motociclismo de 2001
El Gran Premio de Alemania de Motociclismo de 2001 fue la novena prueba del Campeonato del Mundo de Motociclismo de 2001. Tuvo lugar en el fin de semana del 20 al 22 de julio de 2001 en Sachsenring, situado en Hohenstein-Ernstthal, Sajonia, Alemania. La carrera de 500cc fue ganada por Max Biaggi, seguido de Carlos Checa y Shinya Nakano. Marco Melandri ganó la prueba de 250cc, por delante de Daijiro Kato y Tetsuya Harada. La carrera de 125cc fue ganada por Simone Sanna, Toni Elías fue segundo y Manuel Poggiali tercero.

## Resultados 500cc
| Pos.    | N.º | Piloto                   | Constructor | Vueltas | Tiempo/Retirado | Parrilla | Puntos |
| ------- | --- | ------------------------ | ----------- | ------- | --------------- | -------- | ------ |
| 1       | 3   | Max Biaggi               | Yamaha      | 30      | 43:36.983       | 1        | 25     |
| 2       | 7   | Carlos Checa             | Yamaha      | 30      | +3.249          | 4        | 20     |
| 3       | 56  | Shinya Nakano            | Yamaha      | 30      | +3.642          | 2        | 16     |
| 4       | 6   | Norifumi Abe             | Yamaha      | 30      | +4.784          | 8        | 13     |
| 5       | 4   | Alex Barros              | Honda       | 30      | +21.164         | 3        | 11     |
| 6       | 19  | Olivier Jacque           | Yamaha      | 30      | +21.385         | 5        | 10     |
| 7       | 46  | Valentino Rossi          | Honda       | 30      | +21.945         | 11       | 9      |
| 8       | 65  | Loris Capirossi          | Honda       | 30      | +22.485         | 7        | 8      |
| 9       | 1   | Kenny Roberts Jr.        | Suzuki      | 30      | +23.331         | 9        | 7      |
| 10      | 15  | Sete Gibernau            | Suzuki      | 30      | +24.404         | 10       | 6      |
| 11      | 5   | Garry McCoy              | Yamaha      | 30      | +24.410         | 6        | 5      |
| 12      | 41  | Noriyuki Haga            | Yamaha      | 30      | +43.996         | 16       | 4      |
| 13      | 10  | José Luis Cardoso        | Yamaha      | 30      | +44.216         | 12       | 3      |
| 14      | 17  | Jurgen van den Goorbergh | Proton KR   | 30      | +44.329         | 13       | 2      |
| 15      | 14  | Anthony West             | Honda       | 30      | +1:22.533       | 15       | 1      |
| 16      | 24  | Jason Vincent            | Pulse       | 29      | +1 Vuelta       | 21       |        |
| Ret     | 11  | Tohru Ukawa              | Honda       | 27      | Caída           | 14       |        |
| Ret     | 18  | Brendan Clarke           | Honda       | 18      | Caída           | 20       |        |
| Ret     | 21  | Barry Veneman            | Honda       | 13      | Retirado        | 22       |        |
| Ret     | 16  | Johan Stigefelt          | Sabre V4    | 9       | Retirado        | 19       |        |
| Ret     | 12  | Haruchika Aoki           | Honda       | 0       | Caída           | 17       |        |
| Ret     | 9   | Leon Haslam              | Honda       | 0       | Caída           | 18       |        |
| DNS     | 28  | Àlex Crivillé            | Honda       |         | No corrió       |          |        |
| Fuente: |     |                          |             |         |                 |          |        |

- Pole position: Max Biaggi, 1:26.097
- Vuelta Rápida: Shinya Nakano, 1:26.808

## Resultados 250cc
| Pos.    | N.º | Piloto             | Constructor | Vueltas | Tiempo/Retirado | Parrilla | Puntos |
| ------- | --- | ------------------ | ----------- | ------- | --------------- | -------- | ------ |
| 1       | 5   | Marco Melandri     | Aprilia     | 29      | 42:37.696       | 2        | 25     |
| 2       | 74  | Daijiro Kato       | Honda       | 29      | +0.052          | 3        | 20     |
| 3       | 31  | Tetsuya Harada     | Aprilia     | 29      | +0.203          | 1        | 16     |
| 4       | 44  | Roberto Rolfo      | Aprilia     | 29      | +18.310         | 7        | 13     |
| 5       | 81  | Randy de Puniet    | Aprilia     | 29      | +28.108         | 8        | 11     |
| 6       | 6   | Alex Debón         | Aprilia     | 29      | +36.566         | 10       | 10     |
| 7       | 66  | Alex Hofmann       | Aprilia     | 29      | +36.764         | 12       | 9      |
| 8       | 8   | Naoki Matsudo      | Yamaha      | 29      | +36.918         | 13       | 8      |
| 9       | 21  | Franco Battaini    | Aprilia     | 29      | +40.466         | 14       | 7      |
| 10      | 10  | Fonsi Nieto        | Aprilia     | 29      | +43.174         | 5        | 6      |
| 11      | 18  | Shahrol Yuzy       | Yamaha      | 29      | +43.256         | 17       | 5      |
| 12      | 57  | Lorenzo Lanzi      | Aprilia     | 29      | +57.398         | 20       | 4      |
| 13      | 20  | Jerónimo Vidal     | Aprilia     | 29      | +1:11.662       | 23       | 3      |
| 14      | 11  | Riccardo Chiarello | Aprilia     | 29      | +1:25.507       | 24       | 2      |
| 15      | 16  | David Tomás        | Honda       | 29      | +1:25.614       | 22       | 1      |
| 16      | 75  | Dirk Heidolf       | Yamaha      | 28      | +1 Vuelta       | 25       |        |
| 17      | 76  | Christian Gemmel   | Honda       | 28      | +1 Vuelta       | 28       |        |
| 18      | 78  | Max Neukirchner    | Honda       | 28      | +1 Vuelta       | 32       |        |
| 19      | 36  | Luis Costa         | Yamaha      | 28      | +1 Vuelta       | 30       |        |
| 20      | 98  | Katja Poensgen     | Aprilia     | 28      | +1 Vuelta       | 33       |        |
| Ret     | 12  | Klaus Nöhles       | Aprilia     | 27      | Caída           | 19       |        |
| Ret     | 50  | Sylvain Guintoli   | Aprilia     | 27      | Caída           | 21       |        |
| Ret     | 23  | César Barros       | Yamaha      | 13      | Retirado        | 29       |        |
| Ret     | 45  | Stuart Edwards     | Honda       | 11      | Caída           | 31       |        |
| Ret     | 55  | Diego Giugovaz     | Yamaha      | 8       | Caída           | 27       |        |
| Ret     | 99  | Jeremy McWilliams  | Aprilia     | 7       | Caída           | 4        |        |
| Ret     | 7   | Emilio Alzamora    | Honda       | 7       | Caída           | 9        |        |
| Ret     | 77  | Marcel Schneider   | Honda       | 6       | Caída           | 34       |        |
| Ret     | 42  | David Checa        | Honda       | 5       | Caída           | 15       |        |
| Ret     | 9   | Sebastián Porto    | Yamaha      | 2       | Caída           | 6        |        |
| Ret     | 22  | José David de Gea  | Yamaha      | 2       | Caída           | 16       |        |
| Ret     | 15  | Roberto Locatelli  | Aprilia     | 1       | Caída           | 11       |        |
| Ret     | 37  | Luca Boscoscuro    | Aprilia     | 1       | Caída           | 18       |        |
| DNS     | 25  | Vincent Philippe   | Honda       | 0       | No corrió       | 26       |        |
| Fuente: |     |                    |             |         |                 |          |        |

- Pole position: Tetsuya Harada, 1:26.906
- Vuelta Rápida: Marco Melandri, 1:27.233

## Resultados 125cc
| Pos.     | N.º | Piloto               | Constructor | Vueltas | Tiempo/Retirado | Parrilla | Puntos |
| -------- | --- | -------------------- | ----------- | ------- | --------------- | -------- | ------ |
| 1        | 16  | Simone Sanna         | Aprilia     | 27      | 41:09.327       | 2        | 25     |
| 2        | 24  | Toni Elías           | Honda       | 27      | +0.247          | 5        | 20     |
| 3        | 54  | Manuel Poggiali      | Gilera      | 27      | +0.701          | 4        | 16     |
| 4        | 4   | Masao Azuma          | Honda       | 27      | +0.734          | 11       | 13     |
| 5        | 9   | Lucio Cecchinello    | Aprilia     | 27      | +1.370          | 3        | 11     |
| 6        | 39  | Jaroslav Huleš       | Honda       | 27      | +2.202          | 16       | 10     |
| 7        | 11  | Max Sabbatani        | Aprilia     | 27      | +2.326          | 1        | 9      |
| 8        | 31  | Ángel Rodríguez      | Aprilia     | 27      | +5.877          | 14       | 8      |
| 9        | 18  | Jakub Smrž           | Honda       | 27      | +6.132          | 9        | 7      |
| 10       | 17  | Steve Jenkner        | Aprilia     | 27      | +10.071         | 6        | 6      |
| 11       | 26  | Dani Pedrosa         | Honda       | 27      | +23.066         | 10       | 5      |
| 12       | 15  | Alex de Angelis      | Honda       | 27      | +23.089         | 15       | 4      |
| 13       | 29  | Ángel Nieto Jr.      | Honda       | 27      | +23.309         | 13       | 3      |
| 14       | 6   | Mirko Giansanti      | Honda       | 27      | +27.801         | 18       | 2      |
| 15       | 25  | Joan Olivé           | Honda       | 27      | +28.065         | 23       | 1      |
| 16       | 7   | Stefano Perugini     | Italjet     | 27      | +28.139         | 21       |        |
| 17       | 19  | Alessandro Brannetti | Aprilia     | 27      | +28.948         | 22       |        |
| 18       | 28  | Gábor Talmácsi       | Honda       | 27      | +32.317         | 26       |        |
| 19       | 41  | Youichi Ui           | Derbi       | 27      | +35.643         | 8        |        |
| 20       | 34  | Eric Bataille        | Honda       | 27      | +40.978         | 20       |        |
| 21       | 27  | Marco Petrini        | Honda       | 27      | +44.624         | 17       |        |
| 22       | 8   | Gianluigi Scalvini   | Italjet     | 27      | +1:06.673       | 19       |        |
| 23       | 12  | Raúl Jara            | Aprilia     | 27      | +1:07.108       | 29       |        |
| 24       | 79  | Andreas Hahn         | Honda       | 27      | +1:08.085       | 30       |        |
| 25       | 78  | Claudius Klein       | Honda       | 27      | +1:08.383       | 28       |        |
| 26       | 80  | Tobias Kirmeier      | Honda       | 27      | +1:08.632       | 27       |        |
| 27       | 81  | René Knöfler         | Yamaha      | 26      | +1 Vuelta       | 31       |        |
| Ret      | 77  | Adrián Araujo        | Honda       | 15      | Retirado        | 32       |        |
| Ret      | 22  | Pablo Nieto          | Derbi       | 8       | Retirado        | 12       |        |
| Ret      | 21  | Arnaud Vincent       | Honda       | 8       | Retirado        | 24       |        |
| Ret      | 23  | Gino Borsoi          | Aprilia     | 6       | Retirado        | 7        |        |
| Ret      | 82  | Mika Kallio          | Honda       | 0       | Retirado        | 25       |        |
| DNS      | 5   | Noboru Ueda          | TSR-Honda   |         | No corrió       |          |        |
| DNS      | 20  | Gaspare Caffiero     | Aprilia     |         | No corrió       |          |        |
| WD       | 10  | Jarno Müller         | Honda       |         | Abandono        |          |        |
| Fuentee: |     |                      |             |         |                 |          |        |

- Pole position: Max Sabbatani, 1:30.186
- Vuelta Rápida: Lucio Cecchinello, 1:30.371